# 대한민국 상법 제57조
대한민국 상법 제57조는 다수채무자간 또는 채무자와 보증인의 연대에 대한 상법 조문이다.

## 조문
상법 제57조 (다수채무자간 또는 채무자와 보증인의 연대) (1) 수인이 그 1인 또는 전원에게 상행위가 되는 행위로 인하여 채무를 부담한 때에는 연대하여 변제할 책임이 있다.
(2) 보증인이 있는 경우에 그 보증이 상행위이거나 주채무가 상행위로 인한 것인 때에는 주채무자와 보증인은 연대하여 변제할 책임이 있다

## 판례
- 상법 제511조 제2항에 소위 보증에 상행위라 함은 보증이 보증인에 있어서 상행위인 경우 뿐 아니라 채권자에 있어서 상행위성을 가진 경우를 포함한다고 해석함이 타당하다 할 것이다 본건에 있어서 일건 기록과 원 판결에 의하면 원고 조합은 금융기관으로서 은행거래를 영업으로 하는 자로서 1951년 7월 20일 소외인을 원고 조합서기로 고용하고 피고등을 동 소외인의 신원보증인으로 하였다는 주장이므로 피고등이 동 소외인을 위하여 원고조합과같은 이상 해 보증 행위는 차를 상행위라 할 것이며 따라서 피고등은 별단의 의사표시가 없는한 주 채무자 소외인과 연대하여 동인의 손해를 배상할 의무가 있다 할 것이다[1]

### 상행위에서 조합원의 연대책임
- 조합의 채무는 조합원의 채무로서 특별한 사정이 없는 한 조합의 채권자는 각 조합원에 대하여 지분의 비율에 따라 또는 균일적으로 변제의 청구를 할 수 있을 뿐이나, 조합채무가 특히 조합원 전원을 위하여 상행위가 되는 행위로 인하여 부담하게 된 것이라면 상법 제57조 제1항을 적용하여 조합원들의 연대책임을 인정함이 타당하다[2]

## 같이 보기
- 연대책임